# Mânio Manílio Nepos
Mânio Manílio Nepos (em latim: Manius Manilius Nepos) foi um político da gente Manília da República Romana eleito cônsul em 149 a.C. com Lúcio Márcio Censorino. 

## Prenome

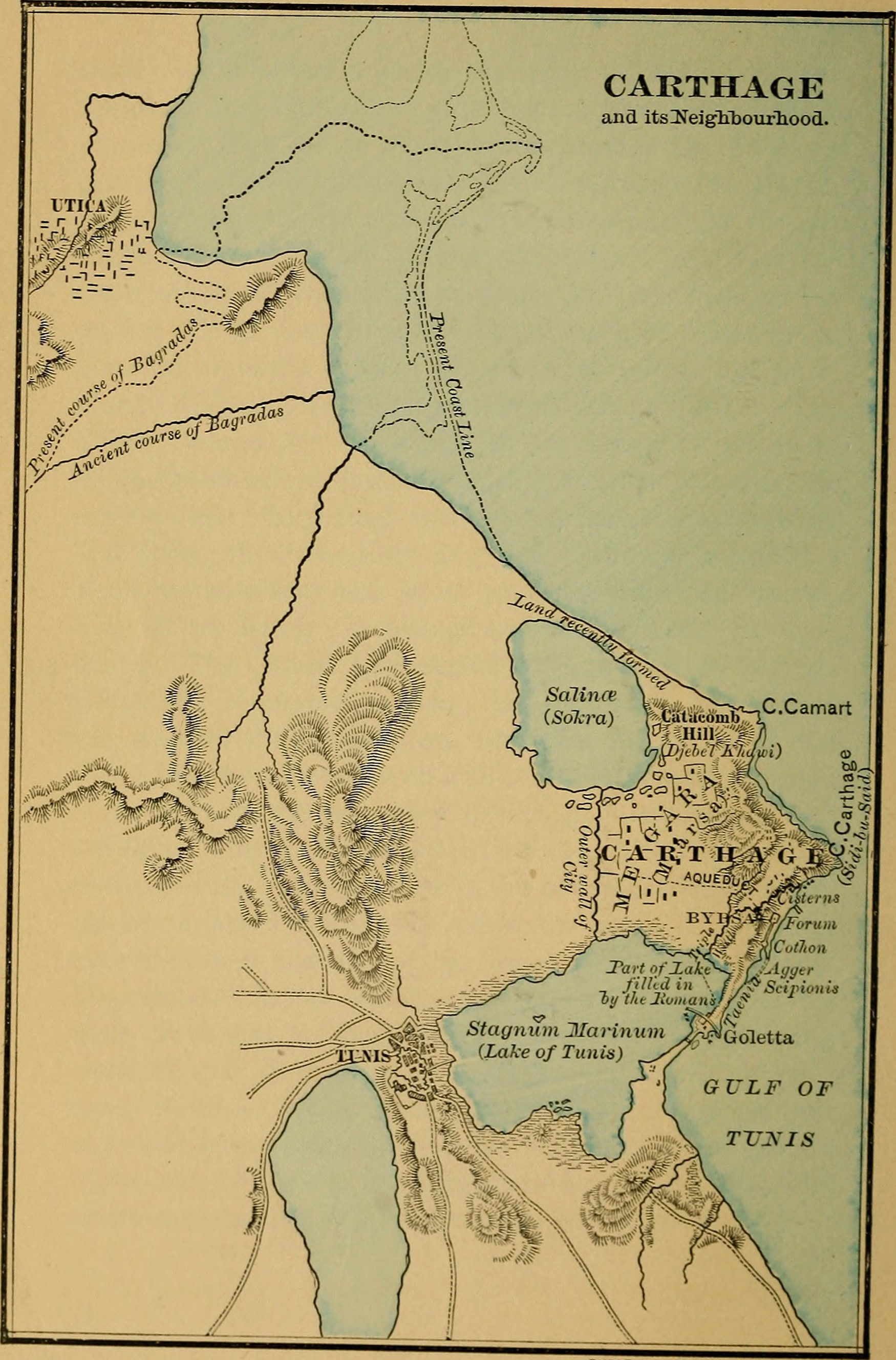
Mapa de Cartago (1889) mostrando as antigas lagoas aterradas por Censorino e Manílio em sua tentativa fracassada de tomar a cidade.

O prenome de Manílio aparece geralmente como Mânio, mas alguns autores assinalam que, no manuscrito de "De re publica", de Cícero, o nome aparece claramente como •M•, que significa "Marco", e não como •M'•, "Mânio".

## Guerra Lusitana
Foi pretor na Hispânia Ulterior entre 155 e 154 a.C. e lutou na Guerra Lusitana.

## Consulado (149 a.C.)
Manílio foi eleito cônsul em 149 a.C., o primeiro ano da Terceira Guerra Púnica, com Lúcio Márcio Censorino. Ainda antes do início das hostilidades, os dois cônsules receberam ordens do Senado para se dirigirem à África, com Manílio à frente do exército e Censorino, da frota.
Os romanos exigiram que os cartagineses abandonassem sua própria cidade e que reconstruíssem uma nova a pelo menos dez milhas para o interior, num local sem saída para o mar. Os cartagineses obviamente recusaram o pedido, considerado absurdo, e os cônsules iniciaram os preparativos para tomar Cartago. Enquanto fabricava torres de madeira, os romanos perderam muitos soldados para a cavalaria cartaginesa em ataques aos grupos que saíam para cortar madeira. Através de aterros preenchendo uma lagoa costeira, os romanos conseguiram expandir a faixa costeira e conseguiram abrir uma brecha na muralha, rapidamente consertada pelas forças cartaginesas que, numa sortida noturna, conseguiram incendiar as torres romanas. No dia seguinte, apesar da opinião contrária do tribuno Cipião Emiliano, os romanos invadiram a cidade, mas encontraram os cartagineses esperando. Eles conseguiram recuar, mas sofreram pesadas perdas. Por conta disto, os cônsules decidiram desistir do ataque direto à cidade e iniciaram um cerco que duraria mais três anos. Os dois tiveram que acampar a boa distância um do outro para evitar que um ataque surpresa de Asdrúbal, o comandante cartaginês.
Durante o seu consulado, Manílio escreveu aos aqueus para que enviassem Políbio a Lilibeia, pois ele precisava dos seus serviços. Porém, ao chegar a Córcira, Políbio recebeu uma carta dos cônsules que informava que os cartagineses entregaram reféns e estavam dispostos a atender as exigências romanas. Por conta disto, ele considerava que a guerra terminara e que já não precisavam amis dos seus serviços, pelo que Políbio voltou para o Peloponeso.

## Jurista
Mânio (ou Marco) Manílio é um dos oradores em "De Re Publica", que se passa em 129 a.C., e, por isso, foi contemporâneo de Caio Fânio, Quinto Cévola, Lélio e Cipião Africano, o Jovem. Segundo Cícero, foi um renomado jurista. Pompônio citou-o em sua obra "Liber singularis enchiridii" como um dos "tres qui fundaverunt ius civile" ("três fundadores do direito civil") juntamente com Marco Júnio Bruto e Públio Múcio Cévola.
Segundo Pompônio, Manílio escreveu três livros sobre direito civil, uma obra que foi um importante passo na história do direito romano, pois Manílio foi um dos primeiros a se afastar completamente do modelo da Lei das XII Tábuas para criar uma obra com estrutura autônoma, independente e absolutamente nova. Depois dele, Quinto Múcio Cévola escreveu dezoito livros de direito civil abandonando o texto das XII Tábuas utilizando a técnica dialética própria da lógica grega, dividindo o texto em "genera et species" ("gêneros e espécies").